# هری کیول
هری کیول (به انگلیسی: Harry Kewell)، بازیکن سابق فوتبال ومربی اهل  استرالیا متولد سال ۱۹۷۸ در شهر سیدنی است.

وی همچنین در زمان بازیکنی در باشگاه‌های لیدز یونایتد انگلستان، لیورپول انگلستان، گالاتاسارای ترکیه، ملبورن ویکتوری استرالیا، الغرافه قطر و ملبورن هارت استرالیا بوده‌است.
در ۳۱ دسامبر ۲۰۲۳، کیول به عنوان سرمربی یوکوهاما مارینوس معرفی شد.او موفق شد این باشگاه را به فینال لیگ قهرمانان آسیا در سال ۲۰۲۴ برساند ، ولی در فینال به العین باخت.